# Aircel Chennai Open 2016
Aircel Chennai Open 2016 byl tenisový turnaj mužů na profesionálním okruhu ATP World Tour, hraný v areálu SDAT Tennis Stadium na otevřených dvorcích s tvrdým povrchem Plexi Pave. Konal se na úvod sezóny mezi 4. až 10. lednem 2016 v indickém městě Čennaí jako dvacátý první ročník turnaje.
Událost se řadila do kategorie ATP World Tour 250. Celkový rozpočet činil 482 085 dolarů. Nejvýše nasazeným hráčem ve dvouhře, a dvojnásobným obhájcem titulu, byl čtvrtý tenista světa Stan Wawrinka ze Švýcarska. Posledním přímým účastníkem v hlavní singlové soutěži se stal 110. italský hráč žebříčku Luca Vanni.
Stan Wawrinka, jenž ve finále zdolal chorvatskou turnajovou osmičku Bornu Ćoriće po dvousetovém průběhu 6–3 a 7–5. V probíhající sezóně si tak připsal premiérové turnajové vítězství, které představovalo dvanáctý singlový titul na okruhu ATP Tour.
Wawrinka triumfoval na turnaji potřetí v řadě a celkově počtvrté. Poražený finalista, Chorvat Borna Ćorić, odehrál debutové finále na okruhu ATP Tour. Ve věku 19 let představoval nejmladšího finalistu okruhu od sezóny 2008. Deblovou trofej získal rakousko-francouzský pár Oliver Marach a Fabrice Martin.

## Rozdělení bodů a finančních odměn

### Rozdělení bodů
| Soutěž       | vítězové | finalisté | semifinalisté | čtvrtfinalisté | 16 v kole | 32 v kole | Q  | Q3 | Q2 | Q1 |
| ------------ | -------- | --------- | ------------- | -------------- | --------- | --------- | -- | -- | -- | -- |
| dvouhra mužů | 250      | 150       | 90            | 45             | 20        | 0         | 12 | 6  | 0  | 0  |
| čtyřhra mužů | 250      | 150       | 90            | 45             | 0         |           |    |    |    |    |

### Finanční odměny
| dvouhra mužů                        | $75 700 | $39 870 | $21 600 | $12 300 | $7 03250 | $4 295 |
| čtyřhra mužů                        | $23 000 | $12 090 | $6 550  | $3 760  | $2 200   |        |
| částka ve čtyřhře je uvedena na pár |         |         |         |         |          |        |

## Dvouhra mužů

### Nasazení
| Stát                             | Hráč                   | ATP | Nasazení |
| -------------------------------- | ---------------------- | --- | -------- |
| Švýcarsko                        | Stan Wawrinka          | 4.  | 1.       |
| Jižní Afrika                     | Kevin Anderson         | 12. | 2.       |
| Francie                          | Benoît Paire           | 19. | 3.       |
| Španělsko                        | Roberto Bautista Agut  | 25. | 4.       |
| Španělsko                        | Guillermo García-López | 27. | 5.       |
| Lucembursko                      | Gilles Müller          | 38. | 6.       |
| Kanada                           | Vasek Pospisil         | 39. | 7.       |
| Chorvatsko                       | Borna Ćorić            | 44. | 8.       |
| Žebříček ATP k 28. prosinci 2015 |                        |     |          |

### Jiné formy účasti
Následující hráčí obdrželi divokou kartu do hlavní soutěže:
- Karen Chačanov
- Ramkumar Ramanathan
- Andrej Rubljov

Následující hráči postoupili z kvalifikace:
- Somdev Devvarman
- Thomas Fabbiano
- Jozef Kovalík
- Ante Pavić

### Odhlášení
před zahájením turnaje
- Juki Bhambri → nahradil jej Austin Krajicek
- Andreas Haider-Maurer → nahradil jej Luca Vanni
- Lu Jan-sun → nahradil jej Jan-Lennard Struff
- Janko Tipsarević → nahradil jej Daniel Gimeno-Traver

## Mužská čtyřhra

### Nasazení
| Stát                                                                                          | Hráč              | Stát        | Hráč           | ATP  | Nasazení |
| --------------------------------------------------------------------------------------------- | ----------------- | ----------- | -------------- | ---- | -------- |
| Jižní Afrika                                                                                  | Raven Klaasen     | USA         | Rajeev Ram     | 56.  | 1.       |
| Španělsko                                                                                     | Marcel Granollers | Indie       | Leander Paes   | 80.  | 2.       |
| Rakousko                                                                                      | Oliver Marach     | Francie     | Fabrice Martin | 119. | 3.       |
| Nový Zéland                                                                                   | Marcus Daniell    | Nový Zéland | Artem Sitak    | 119. | 4.       |
| Žebříček ATP k 28. prosinci 2015; číslo je součtem žebříčkového postavení obou členů páru{{}} |                   |             |                |      |          |

### Jiné formy účasti
Následující páry obdržely divokou kartu do hlavní soutěže:
- Sriram Baladži /  Ramkumar Ramanathan
- Somdev Devvarman /  Džívan Nedunčežijan

Následující pár nastoupil z pzoice náhradníka:
- Taró Daniel /  John Millman

### Odhlášení
před zahájením turnaje
- Guillermo García-López (poranění pravého lýtka)

v průběhu turnaje
- Marcel Granollers (nemoc)

## Přehled finále

### Mužská dvouhra
- Stan Wawrinka vs.  Borna Ćorić, 6–3, 7–5

### Mužská čtyřhra
- Oliver Marach /  Fabrice Martin vs.  Austin Krajicek /  Benoît Paire, 6–3, 7–5